# Amphiroa ungulata
Amphiroa ungulata Montagne & Millardet, 1862  é o nome botânico  de uma espécie de algas vermelhas pluricelulares do gênero Amphiroa.
- São algas marinhas encontradas em Madagascar e Reunião.

## Sinonímia
Não apresenta sinônimos.